# Stary Lubosz
Stary Lubosz (prononciation : [ˈstarɨ ˈlubɔʂ]) est un village polonais de la gmina de Kościan dans le powiat de Kościan de la voïvodie de Grande-Pologne dans le centre-ouest de la Pologne.
Il se situe à environ 5 kilomètres à l'est de Kościan (siège de la gmina et du powiat) et à 39 kilomètres au sud de Poznań (capitale régionale).
Le village possédait une population de 890 habitants en 2005.

## Histoire
De 1975 à 1998, le village faisait partie du territoire de la voïvodie de Leszno.

Depuis 1999, Stary Lubosz est situé dans la voïvodie de Grande-Pologne.